# Эоплейстоцен
Эоплейстоцен — второй ярус плейстоцена в Общей стратиграфической шкале России. Охватывает породы, образовавшиеся в эоплейстоценовый век, от 1,806 млн до 781 000 лет назад (всего около 1,025 миллиона лет), между гелазским веком и неоплейстоценом. В шкале IUGS соответствует калабрийскому ярусу (ранний плейстоцен). В этом продолжительном периоде выделяют множество эпох оледенений и межледниковий. Ранее эоплейстоцен делили на ранний (до 1,8 млн лет назад) и поздний (либо на ранний, средний (1,8 — 1,2 млн лет назад) и поздний).

## Климат
Климат позднего эоплейстоцена значительно и часто колебался с постепенным похолоданием. Выделяют два длительных холодных периода (последний из них более суровый; в растительном покрове преобладали разреженные сосново-берёзовые леса), разделённые менее продолжительным тёплым периодом, когда климат и растительность были близки к современным. По особенностям отложений и ископаемых остатков растений было установлено, что потепление в раннем плейстоцене происходило на территории Польши и Германии, соответствует верхнему апшерону и его аналогам на территории Восточно-Европейской равнины, а также менапу Нидерландов.
Брестское предледниковье выделено (Н. А. Махнач; 1971) как потепление в позднем эоплейстоцене — раннем неоплейстоцене. Согласно её исследованиям, оно относится ко 2-й половине эоплейстоцена (около 800—1200 тыс. лет назад) и соответствует брестскому надгоризонту (мощность до 20-30 м, залегает на глубине 10-170 м). В это время поверхность территории Белоруссии была в основном равнинной, возвышенности существовали лишь на северо-востоке. Реки текли на юг и запад. Отложения глин, алевритов с прослоями песков и торфа накапливались в озёрах, многочисленных на юге и северо-западе, в болотах и долинах рек.